# 巴克斯特
巴克斯特（英語：Baxter）是美国艾奥瓦州傑斯帕縣下轄的一个城市。2010年人口统计为1,101人。